# 利記集團
利記集團有限公司（港交所：0637），簡稱利記，是香港及亞洲區最大的有色金屬供應商，於1947年由陳澤康創立。2006年10月4日，利記在港交所主板掛牌。作為中國主要的鋅合金入口商外，利記亦是全球最大的金屬交易中心 - 倫敦金屬交易所之第五類准交易成員，是大中華地區首家成為該類別會員的企業。

利記旗下金屬商品包括基本金屬鋅、鋁、鎳、銅以及鋅合金、鋁合金、不銹鋼、電鍍化工原料及各類有色金屬如無鉛錫線。利記生產和分銷優質金屬外，業務更包含質量檢測、技術顧問服務等。

## 歷史

### 1940 - 50年代
1942年，陳伯中的祖父陳澤康創辦「利記五金」，選址於香港旺角新填地街，主要經營買賣及回收五金廢料。「利記」於1947年正式註冊成立。 1950年代末，香港輕工業漸漸萌芽，對模具的需求逐漸增加。因應市場情況，利記開始自設冶煉工場製造自家品牌的鋅合金。

### 1960 - 70 年代
利記與澳洲大宗鋅合金製造廠合作並取得經銷權，成為大中華地區與港台主要鋅合金經銷供應商。

### 1980年代
利記經營的產品種類漸趨多元化，當中包括SHG鋅錠、鋅合金、鋁錠、鋁合金、鎂、鉛、銅、鎳、電鍍化工原料及貴金屬原料等。

### 1990年代
利記的營運規模逐步擴大，在不同地區設置大型倉庫，配合客戶及時取貨處理的經營模式，並成立技術顧問團隊，為客戶在模具設計、缺陷分析、優化技術及成本控制上提供專業意見。

### 2000年代
2001年，利記在中國寧波開設首間引入外國先進科技的鋅合金製造廠 ── 金利合金製造工業（寧波）有限公司，進一步拓展集團的業務至長江三角洲地區。
2006年，利記成功於香港聯合交易所主板上市（股票編號：0637）。 
2007年，利記引入不銹鋼業務，為客戶提供包括原材料切割、分條及裁剪服務的一站式解決方案。 
2008年，利記總部遷至大埔工業區，將日常營運、研究及產品開發、供應鏈管理等集中作以提升效率。
2009年，利記成立利保金屬檢測中心，並成為香港首間獲「香港實驗所認可計劃」金屬及合金測試之認可實驗所。

### 2010年至今
2014年，利記榮獲倫敦金屬交易所第五類准交易所認可，成為大中華地區首家倫敦金屬交易所成員公司。 同年，利記榮獲香港海關授予第二級認可經濟營運資格。利記亦全資擁有金利合金製造工業（寧波）有限公司，並繼續生產達到國際生產及營運管理的最高標準的鋅合金。
2015年，利記為優化台灣市場的服務，在台灣成立宏泰國際資源有限公司（页面存档备份，存于）Mega International Resources Company Limited及發貨倉儲，提供台灣壓鑄產業最即時及先進的服務。 同年度為了呼應香港建築業界突如其來對用作水喉焊接物料的無鉛錫線的需要，利記提升製程能力並生產出合乎市場高安全標準的優質無鉛錫線。該產品很快獲得水務署認可及香港Q嘜(Q-Mark)認證。
2016年，利記旗下的利保金屬檢測中心更獲為倫敦金屬交易所的認可在純鋅、鋁及鋁合金項目上核准採樣及進行檢測，成為全球14家其中之一的倫敦金屬交易所認證檢測中心。
2017年，利記擴大市場服務在新加坡成立分公司，從港台及大中華市場延伸至東南亞地區，為客戶提供一貫之優質合金產品及技術諮詢服務。
2019年，利記繼新加坡公司成立後，很快又在馬來西亞成立分公司，持續深化東南亞市場的發展與提升服務效率。

## 合金生產
利記的生產線都具有先進的合金生產設備及技術，結合嚴謹的流程管控，以生產利記自家品牌「金利」鋅合金、Mastercast鋅合金、SA鋅合金、Zintec鋅合金及LMP鋁合金。
集團全資擁有寧波合金生產工廠「金利合金製造工業（寧波）有限公司」，其「金利」鋅合金在國內市場被公認為最優質可靠的鋅合金之一。
利記擁有超過20年定製合金的經驗，更具備與製造商及品牌商共同研發特種合金的經驗，為不同行業的客戶定製鋅合金及鋁合金，以配合新產品的設計或應用需求。

## 金屬檢測及分析
利保金屬檢測中心（利保）是香港首間獲得「香港實驗所認可計劃」金屬及合金測試之認可實驗所，同時是合資格的「建築標準CS2：2012」檢測中心，並為倫敦金屬交易所之鋅、鋁、鋁合金核准採樣及檢測商。
利保的成份測試及缺陷分析備受各個行業歡迎，公認為專業、精準可靠及見解獨到，一直獲多家品牌企業推崇採用。經驗豐富的團隊會到廠進行研究，利用資料分析來提供改善質量及優化運作的方案。

## 國際發展
利記的市場版圖遍佈大中華及東南亞地區，在深圳、廣州、無錫、香港、台灣、新加坡、馬來西亞、泰國、印尼、越南設立營銷中心及配銷倉儲，緊密佈局亞洲市場服務網絡。

## 專業認證
ISO 9001:2015 品質管理系統
ISO 14001:2015 環境管理系統
IATF 16949:2016 汽車業品質管理系統
ISO 45001 職業安全衛生管理系統
ISO/IEC 17025 實驗室品質管理系統  
旗下產品符合之國際標準包括：
- 有害物質限用指令RoHS
- 美國ASTM
- 英國GB
- 歐洲EN
- 日本JIS

## 可持續發展
利記獲環保署認可為「碳審計‧綠色機構」，承諾在營運及生產過程中盡量減少使用電力和天然資源，減低溫室氣體排放，並參與由環境保護署主辦「商界減碳建未來」及「碳足跡資料庫」，定期報告集團的碳及溫室氣體排放等資料。利記連續三年獲香港工業總會及中國銀行（香港）頒發「中銀香港企業環保領先大獎 – 環保優秀企業」證書及於2018年獲環境運動委員會認證為「香港綠色機構」。其Mastercast鋅合金於2017年獲香港綠色機構認證頒發「優質」產品環保實踐證書。

## 外部連結
- 利記集團有限公司（页面存档备份，存于）
- 利保金屬測試中心
- 台灣宏泰國際資源有限公司（页面存档备份，存于）